# インドシナニシクイガメ
インドシナニシクイガメ（印度支那螺食亀、Malayemys subtrijuga）は、イシガメ科ニシクイガメ属に分類されるカメ。ニシクイガメ属の模式種。

## 分布
模式標本の産地（模式産地）はインドネシア（ジャワ島）だが移入された個体群とする説もある。
カンボジア、タイ王国東部、ベトナム南部に自然分布。ラオスに分布する可能性もある。

## 形態
最大甲長20cm程。オスよりもメスの方が大型になる。
頭部は黒く、2-3対の黄色や淡黄色の縦縞が入る。上から2本目の吻端から眼下部を通り側頭部へ伸びる縦縞が眼より前方では細く、また上から1本目の眼上部を通る筋模様と吻端で繋がる。鼻孔より下にある短い縦縞は6本以上。

## 生態
低地の流れの緩やかな河川、池沼、湿地、水田等に生息する。水底を徘徊するようにして活動する。
食性は雑食で、主に巻貝（メスの大型個体は二枚貝も）を食べるが、昆虫類、甲殻類等も食べる。
繁殖形態は卵生。

## 人間との関係
生息地では食用とされることもある。開発による生息地の破壊や水質汚染、食用の乱獲等により生息数は減少している。IUCNのレッドリストでもM. subtrijugaはVulnerable（絶滅危惧II類）として評価されているが、これはマレーニシクイガメを分割する前（ニシクイガメとして）の評価である。
ペットとして飼育されることもあり、日本にも輸入されている。2004年にニシクイガメとしてワシントン条約附属書IIに掲載されてから流通は激減した。ほぼ野生個体のみが流通し、流通も稀。本種は神経質で、さらに水底を徘徊し動きの遅い貝類を噛み砕いて食べる。そのため複数飼育すると他のカメに餌を取られたり、他の個体に噛み付くことがあるので基本的には単独飼育となる。